# Wipfeld
Wipfeld är en kommun och ort i Landkreis Schweinfurt i Regierungsbezirk Unterfranken i förbundslandet Bayern i Tyskland.
Kommunen ingår i kommunalförbundet Schwanfeld tillsammans med kommunen Schwanfeld.